# Edmond Rostand
Edmond Eugène Alexis Rostand (Marseille, 1. travnja 1868. – Pariz, 2. prosinca 1918.) bio je francuski književnik i dramatičar.
Na početku je pisao komedije; npr. „Daleka princeza” (La Princesse lointaine; 1895.). Najveći je uspjeh postigao tragikomedijom „Cyrano de Bergerac” (1897.). To je djelo bilo više puta uglazbljivano i ekranizirano. Posvetio je jednu melodramu o Napoleonu II. – „Orlić” (L’Aiglon; 1900.).